# Mongolia International 2009
Die Mongolia International 2009 im Badminton fanden vom 7. bis zum 10. Oktober 2009 in Ulaanbaatar statt.

## Sieger und Platzierte
| Disziplin    | Gold                                   | Silber                                     | Bronze                                            |
| ------------ | -------------------------------------- | ------------------------------------------ | ------------------------------------------------- |
| Herreneinzel | Michal Matejka                         | Sainbuyan Purevsuren                       | Zolzaya Munkhbaatar                               |
| Herreneinzel | Michal Matejka                         | Sainbuyan Purevsuren                       | Enkhbat Olonbayar                                 |
| Dameneinzel  | Monika Fašungová                       | Karen Foo Kune                             | Gerelmaa Batchuluun                               |
| Dameneinzel  | Monika Fašungová                       | Karen Foo Kune                             | Munkhchimeg Mendjargal                            |
| Herrendoppel | Davaasuren Battur Zolzaya Munkhbaatar  | Enkhbat Olonbayar Michal Matejka           | Tsolmon Munkhbat Tulga Khuyag                     |
| Herrendoppel | Davaasuren Battur Zolzaya Munkhbaatar  | Enkhbat Olonbayar Michal Matejka           | Enkhbat Olonbayar Sainbuyan Purevsuren            |
| Damendoppel  | Dulamsuren Munkhbayar Monika Fašungová | Gerelmaa Batchuluun Dolgorsuren Batsaikhan | Erdenechimeg Bayarsaikhan Tuvshinjargal Erdenebat |
| Damendoppel  | Dulamsuren Munkhbayar Monika Fašungová | Gerelmaa Batchuluun Dolgorsuren Batsaikhan | Khulangoo Baatar Munkhchimeg Mendjargal           |
| Mixed        | Michal Matejka Monika Fašungová        | Enkhbat Olonbayar Gerelmaa Batchuluun      | Sainbuyan Purevsuren Dolgorsuren Batsaikhan       |
| Mixed        | Michal Matejka Monika Fašungová        | Enkhbat Olonbayar Gerelmaa Batchuluun      | Zolzaya Munkhbaatar Munkhchimeg Mendjargal        |